# Campionati europei di atletica leggera 2014 - Lancio del martello femminile
Il concorso del lancio del martello femminile dei campionati europei di atletica leggera di Zurigo 2014 si è svolto il 13 e 15 agosto 2014 presso lo Stadio Letzigrund.

## Podio
| Oro     | Anita Włodarczyk Polonia    |
| Argento | Martina Hrašnová Slovacchia |
| Bronzo  | Joanna Fiodorow Polonia     |

## Programma
| Data           | Ora   | Evento         |
| -------------- | ----- | -------------- |
| 13 agosto 2014 | 13:15 | Qualificazione |
| 15 agosto 2014 | 20:40 | Finale         |

Ora locale (UTC+2).

## Risultati

### Qualificazione
Le atlete che raggiungono la misura di 69.50 (Q) o i dodici migliori risultati (q) advanzano in finale.
| Class | Gruppo | Nome                | Nazione       | #1    | #2    | #3    | Risultato | Note |
| ----- | ------ | ------------------- | ------------- | ----- | ----- | ----- | --------- | ---- |
| 1     | B      | Anita Włodarczyk    | Polonia       | 75.73 |       |       | 75.73     | Q    |
| 2     | A      | Martina Hrašnová    | Slovacchia    | 73.05 |       |       | 73.05     | Q    |
| 3     | A      | Joanna Fiodorow     | Polonia       | 71.33 |       |       | 71.33     | Q    |
| 4     | A      | Alexandra Tavernier | Francia       | 70.91 |       |       | 70.91     | Q,   |
| 5     | B      | Anna Bulgakova      | Russia        | 65.91 | x     | 70.58 | 70.58     | Q    |
| 6     | A      | Betty Heidler       | Germania      | 70.49 |       |       | 70.49     | Q    |
| 7     | B      | Éva Orbán           | Ungheria      | x     | x     | 70.48 | 70.48     | Q    |
| 8     | B      | Kathrin Klaas       | Germania      | 69.78 |       |       | 69.78     | Q    |
| 9     | B      | Carolin Paesler     | Germania      | 68.47 | 67.95 | 67.88 | 68.47     | q    |
| 10    | A      | Bianca Perie        | Romania       | 67.82 | 67.42 | x     | 67.82     | q    |
| 11    | B      | Kateřina Šafránková | Rep. Ceca     | x     | 67.26 | x     | 67.26     | q    |
| 12    | B      | Nikola Lomnická     | Slovacchia    | x     | x     | 67.18 | 67.18     | q    |
| 13    | B      | Fruzsina Fertig     | Ungheria      | x     | 65.46 | x     | 65.46     |      |
| 14    | A      | Aksana Miankova     | Bielorussia   | x     | 66.92 | x     | 66.92     |      |
| 15    | A      | Tracey Andersson    | Svezia        | 65.72 | x     | x     | 65.72     |      |
| 16    | A      | Barbara Špiler      | Slovenia      | x     | 52.29 | 64.48 | 64.48     |      |
| 17    | A      | Iryna Novozhylova   | Ucraina       | 63.78 | x     | x     | 63.78     |      |
| 18    | B      | Merja Korpela       | Finlandia     | x     | 61.80 | 63.71 | 63.71     |      |
| 19    | B      | Sophie Hitchon      | Gran Bretagna | 62.93 | x     | x     | 62.93     |      |
| 20    | A      | Réka Gyurátz        | Ungheria      | 62.14 | x     | x     | 62.14     |      |
| 21    | B      | Ida Storm           | Svezia        | 60.82 | x     | x     | 60.82     |      |
| 22    | B      | Kati Ojaloo         | Estonia       | 59.63 | 58.56 | 59.61 | 59.63     |      |
| -     | A      | Berta Castells      | Spagna        | x     | x     | x     | nm        |      |
| -     | A      | Tereza Králová      | Rep. Ceca     | x     | x     | x     | nm        |      |
| -     | B      | Alena Navahrodskaya | Bielorussia   | x     | x     | x     | nm        |      |

### Finale
Risultati
| Class   | Nome                | Nazione    | #1    | #2    | #3    | #4    | #5    | #6    | Risultati | Note |
| ------- | ------------------- | ---------- | ----- | ----- | ----- | ----- | ----- | ----- | --------- | ---- |
| Oro     | Anita Włodarczyk    | Polonia    | x     | x     | 75.88 | 76.18 | 78.76 | x     | 78.76     | WL,  |
| Argento | Martina Hrašnová    | Slovacchia | 71.66 | x     | 73.03 | 69.72 | 74.66 | 73.21 | 74.66     |      |
| Bronzo  | Joanna Fiodorow     | Polonia    | 72.24 | 68.54 | 69.01 | 72.77 | 72.48 | 73.67 | 73.67     |      |
| 4       | Kathrin Klaas       | Germania   | 70.72 | 72.89 | 71.81 | 70.71 | x     | 69.84 | 72.89     |      |
| 5       | Betty Heidler       | Germania   | 67.65 | 70.44 | x     | 71.04 | 72.39 | 72.06 | 72.39     |      |
| 6       | Alexandra Tavernier | Francia    | 69.49 | 63.63 | x     | 68.17 | 70.32 | x     | 70.32     |      |
| 7       | Bianca Perie        | Romania    | 69.25 | 69.26 | x     | x     | x     | 68.14 | 69.26     |      |
| 8       | Nikola Lomnická     | Slovacchia | x     | 65.95 | 67.39 | x     | x     | x     | 67.39     |      |
| 9       | Kateřina Šafránková | Rep. Ceca  | x     | 63.32 | 64.94 |       |       |       | 64.94     |      |
| 10      | Carolin Paesler     | Germania   | x     | x     | 61.89 |       |       |       | 61.89     |      |
| dq      | Anna Bulgakova      | Russia     | x     | x     | x     |       |       |       | nm        |      |
| -       | Éva Orbán           | Ungheria   | x     | x     | x     |       |       |       | nm        |      |